# Stefan Wyszyński
Stefan Wyszyński, född 3 augusti 1901 i byn Zuzela vid floden Bug, Polen, död 28 maj 1981 i Warszawa, Polen, var en polsk romersk-katolsk kyrkoman, kardinal 1953, Polens primas och ärkebiskop 1948–1981.
Stefan Wyszyński förklarades som vördnadsvärd av påve Franciskus den 18 december 2017. Den 12 september 2021 saligförklarades Wyszyński.

## Biografi
Stefan Wyszyński var son till Stanislaw Wyszyński och Julianna Karp. 1920 började Wyszyński på prästseminariet i Włocławek, och fyra år senare, den 3 augusti 1924, prästvigdes han. Han bedrev därefter fördjupade studier i filosofi och teologi vid universitetet i Lublin och avlade doktorsexamen 1929. Under 1930-talet engagerade sig Wyszyński för unga katolska arbetare och uppmuntrade bildandet av fackföreningar. Under Nazitysklands ockupation av Polen 1939-1945 tvingades Wyszyński att i vissa avseenden bedriva sin pastorala vård i hemlighet. I oktober 1941 arresterades han under en kort tid av Gestapo för misstänkt antinazistisk verksamhet.
Efter kriget återvände Wyszyński till Włocławek för att återuppbygga prästseminariet; han blev dess rektor kort därefter. 1946 vigdes han till biskop av Lublin av kardinal August Hlond i Jasna Góra. Hlond avled 1948, och Wyszyński utsågs då till dennes efterträdare som ärkebiskop av Gniezno och Warszawa och blev tillika Polens primas.
1950-talet innebar en svår tid för Romersk-katolska kyrkan i Polen. Den kommunistiska regimen sökte sekularisera det polska samhället och kraftigt minska kyrkans inflytande, vilket ledde till förföljelse av de troende. I februari 1950 åstadkom Wyszyński efter förhandlingar med regimen en överenskommelse om vissa lättnader för kyrkan, men redan i maj samma år bröt sejmen avtalet.
1953 tilltog regimens förtryck mot kyrkan, och Polens biskopar riktade då skarp kritik mot detta. Regimen svarade då med att fängsla ett flertal präster för samhällsfarlig opposition. Wyszyński, som i januari 1953 hade utsetts till kardinalpräst av Santa Maria in Trastevere av påven Pius XII, fängslades i Grudziądz i norra Polen. Efter att ha suttit i husarrest under flera år frigavs han den 26 oktober 1956. Han återupptog omgående sitt pastorala och sociala arbete. Kardinal Wyszyńskis strävanden kröntes 1966 av firandet av tusenårsminnet av Polens kristnande 966, då hertig Mieszko I av Polen döptes.
1980, året då fackföreningen Solidaritet bildades, vädjade kardinal Wyszyński till både de strejkande arbetarna och den kommunistiska regimen att besinna sig och inte handla förhastat. Den 28 maj 1981 avled kardinal Wyszyński och hyllades runt om i Polen för sin djupa omtanke om medmänniskan och för sitt sociala engagemang.